# ماري جونسون (موسيقية)
ماري جونسون (بالإنجليزية: Mary Johnson)‏ هي موسيقية ومغنية وكاتبة غنائية أمريكية، ولدت في 1900 في يازو سيتي في الولايات المتحدة، وتوفيت في 1970 في سانت لويس في الولايات المتحدة.

## وصلات خارجية
- ماري جونسون على موقع ميوزك برينز (الإنجليزية)
- ماري جونسون على موقع أول ميوزيك (الإنجليزية)
- ماري جونسون على موقع ديسكوغز (الإنجليزية)